# Riscle
Riscle (gaskognisch: Riscla) ist eine französische Gemeinde mit 1.643 Einwohnern (Stand 1. Januar 2022) im Département Gers in der Region Okzitanien. Sie gehört zum Arrondissement Mirande und zum Kanton Adour-Gersoise.
Sie entstand als namensgleiche Commune nouvelle mit Wirkung vom 1. Januar 2019 durch die Zusammenlegung der bisherigen Gemeinden Riscle und Cannet, die in der neuen Gemeinde den Status einer Commune déléguée haben. Der Verwaltungssitz befindet sich im Ort Riscle.

## Gliederung
| Ortsteil                   | ehemaliger INSEE-Code | Fläche (km²) | Höhenlage (m) | Einwohnerzahl zum 1. Januar 2022 | Dichte (Einw. je km²) |
| -------------------------- | --------------------- | ------------ | ------------- | -------------------------------- | --------------------- |
| Cannet                     | 32074                 | 04,81        | 114–231       | .00326                           | 11,4                  |
| Riscle (Verwaltungssitz)00 | 32344                 | 31,74        | 96–206        | 1.317                            | 55,0                  |

## Geografie
Die Gemeinde liegt rund 18 Kilometer südöstlich von Aire-sur-l’Adour in der historischen Provinz Gascogne und im Weinbaugebiet Côtes de Saint-Mont. Im Norden des Gemeindegebietes verläuft der Fluss Adour, im Westen sein Zufluss Bergons und ganz an der westlichen Gemeindegrenze der Saget.
Nachbargemeinden sind: Maulichères und Sarragachies im Norden, Izotges im Nordosten, Cahuzac-sur-Adour im Osten, Goux im Südosten, Saint-Lanne und Maumusson-Laguian im Süden, Viella im Südwesten, Saint-Mont im Westen sowie Tarsac im Nordwesten.

## Bevölkerungsentwicklung
| Gemeinde00                 | Einwohnerzahlen (Census) |      |      |      |      |      |      |      |      |      |      |
| Gemeinde00                 | 1962                     | 1968 | 1975 | 1982 | 1990 | 1999 | 2006 | 2008 | 2011 | 2013 | 2016 |
| -------------------------- | ------------------------ | ---- | ---- | ---- | ---- | ---- | ---- | ---- | ---- | ---- | ---- |
| Cannet                     | 91                       | 67   | 63   | 58   | 53   | 55   | 52   | 55   | 53   | 53   | 55   |
| Riscle                     | 1679                     | 1845 | 1841 | 1867 | 1778 | 1675 | 1700 | 1707 | 1719 | 1710 | 1747 |
| Riscle                     | 1770                     | 1912 | 1904 | 1925 | 1831 | 1730 | 1752 | 1762 | 1772 | 1763 | 1802 |
| Quellen: Cassini und INSEE |                          |      |      |      |      |      |      |      |      |      |      |

Die (Gesamt-)Einwohnerzahlen der Gemeinde Riscle wurden durch Addition der bis Ende 2018 selbständigen Gemeinden ermittelt.